# Vilanova de Montlleó
Vilanova de Montlleó o antigament Vilanova de Montlló (en italià: Villanova Monteleone i en sard, Biddanoa Monteleone) és un municipi italià, dins de la província de Sàsser. L'any 2007 tenia 2.588 habitants. Es troba a la regió del Tataresu. Limita amb els municipis de l'Alguer, Bosa (OR), Ittiri, Monteleone Rocca Doria, Montresta (OR), Padria, Mara, Putifigari, Romana i Thiesi.

## Administració
| Període | Identitat        | Partit        |
| ------- | ---------------- | ------------- |
| 2006-   | Sebastiano Monti | Llista cívica |